# Nicefor Stepančič
Nicefor Stepančič, slovenski trgovec in fotograf, * 18. marec 1867, Temnica, † 5. februar 1934, Temnica.
Rodil se je v družini posestnika Franca in gospodinje Ane Stepančič rojene Šauer. Po končani ljudski šoli je nadaljeval na gimnaziji, vendar ni maturiral. Z bratom sta se podala v trgovino. V  Trstu sta vodila znano uvozno-izvozno podjetje J. Pipan. Bolj kot trgovec pa je Stepančič znan kot amaterski fotograf. Njegove fotografije zajemajo obdobje od sredine 90-tih let 19. stoletja do 1914 in sodijo v najzgodnejši čas slovenske amaterske fotografije. Vse fotografije je dokumentiral z datumom, svojim podpisom in osnovnim opisom posnetka, zato je njegova fotografska zapuščina  dragocen vir gradiv za lokalno zgodovino Krasa in Primorske.